# Энергия (космический аппарат)
Энергия (13КС «Энергия») — советские научно-исследовательские спутники, созданные в ЦСКБ «Прогресс» для астрофизических исследований. Основной их задачей было изучение состава и энергетического спектра космических лучей с помощью возвращаемого на Землю фотоэмульсионного блока. Было построено и запущено в 1972 и 1978 годах два аппарата этого типа — «Интеркосмос-6» («Энергия» № 1) и «Космос-1026» («Энергия» № 2).

## Назначение
Происхождение и распространение космических лучей является одной из фундаментальных проблем астрофизики. Кроме того, состав космических лучей и диапазон энергий составляющих их частиц необычайно широк и даёт возможность ставить с их помощью эксперименты в области физики высоких энергий без использования сложных и дорогих ускорителей частиц. Поскольку атмосфера Земли поглощает значительную часть попадающих в неё из космоса частиц и препятствует их изучению, необходим вынос таких экспериментов в космос. Первые опыты по исследованию частиц высокой энергии в потоке первичного космического излучения были начаты на автоматических станциях серии «Протон». Для более детального исследования энергетических спектров и состава частиц космических лучей и продуктов их взаимодействия с веществом возникла необходимость использовать для их регистрации ядерные фотоэмульсии, которые должны были возвращаться на Землю для дальнейшей обработки и изучения. Для подобных исследований в ЦСКБ «Прогресс» был разработан специальный тип космического аппарата, получивший обозначение «13КС „Энергия“». Задачами аппарата «Энергия» было изучение частиц первичного космического излучения с энергией более 1012 эВ, их состава, энергетического спектра и взаимодействия с ядрами фотоэмульсии.

## Описание
Космический аппарат «Энергия» был построен на базе космического фоторазведчика «Зенит», созданного, в свою очередь, на основе космического корабля «Восток». Конструкция спутника включала спускаемый аппарат с научной аппаратурой и приборный отсек, в котором размещались служебные системы. Для схода с орбиты использовалась твёрдотопливная ТДУ.  Активная система терморегуляции поддерживала температурный режим аппарата с помощью  управляемых жалюзи на приборном отсеке. Управление полётом спутника и научными приборами обеспечивалось командно-телеметрической радиолинией. Электропитание осуществлялось от химических источников тока, обеспечивавших достаточное для выполнения программы время работы. Срок активного существования аппарата на околоземной орбите составлял 6-8 суток, что было достаточно для выполнения проводившихся на нём экспериментов.
В возвращаемой капсуле аппарата размещался созданный учёными ПНР, СССР и ЧССР прибор массой 1200 кг для регистрации частиц. В его состав входила стопка из сотен слоёв ядерной фотоэмульсии общим объёмом около 45 литров, служившая мишенью, с которой происходило взаимодействие частиц, и одновременно регистратором частиц и событий взаимодействия. Под этой стопкой располагались дополнительные фотоэмульсионные слои для регистрации электронно-фотонных ливней, возникавших в стопке при взаимодействии высокоэнергичных частиц. Попадание в стопку первичных частиц и выход из неё электронно-фотонных ливней контролировался двумя искровыми камерами, положение возникающих в них треков частиц фиксировалось с точностью до 1 мм посредством фотосъемки. Перед стопкой был установлен сцинтилляционный счетчик, который ограничивал угол поступления частиц в эмульсионный блок и производил их селекцию по величине заряда, сцинтилляционный счетчик, установленный после стопки, позволял отличать возникшие в результате взаимодействия в стопке ливни от первичных частиц, прошедших через стопку без взаимодействия. Ниже располагался ионизационный калориметр из 15 слоёв свинца толщиной 15 мм каждый, с расположенными между слоями сцинтилляторами и детектирующими слоями ядерной фотоэмульсии и рентгеновской фотоплёнки. По сигналам от сцинтилляционных счетчиков определялось попадание частицы заданного диапазона энергий, фотографировались треки в искровых камерах и осуществлялась протяжка рентгеновской плёнки.

## Выполнение программы
Из-за ограничений по экспозиции ядерной эмульсии аппараты типа «Энергия» запускались на низкую околоземную орбиту, ниже радиационных поясов Земли, чтобы уменьшить количество высокоэнергичных частиц, проходящих через эмульсионный блок. По этой же причине время выполнения эксперимента было ограничено четырьмя сутками. Полёт спутников «Энергия» происходил в ориентированном относительно земной вертикали режиме, в течение всего полёта осуществлялся телеметрический контроль режимов работы аппаратуры и темпов регистрации частиц. После возвращения спускаемого аппарата на Землю производилась проявка экспонированных материалов и обработка полученных результатов.
Первый спутник типа 13КС «Энергия» был запущен по программе международного космического сотрудничества «Интеркосмос» и получил название «Интеркосмос-6». Кроме аппаратуры для исследования космических лучей на его спускаемом аппарате были установлены 8 контейнеров с ловушками метеорных частиц. Запуск «Интеркосмоса-6» был произведён 7 апреля 1972 года с космодрома «Байконур» ракетой-носителем «Восход» (11А57). Спутник был выведен на орбиту с апогеем 256 км, перигеем 203 км и наклонением 51,8°. Второй спутник этого типа, получивший название «Космос-1026», был запущен с космодрома «Байконур» носителем «Союз-У» (11А511У) 2 июля 1978 года на орбиту с апогеем 261 км, перигеем 209 км и наклонением 51,8°.
Изучение полученных с помощью спутников «Энергия» результатов взаимодействия ядер первичных космических лучей высоких энергий с атомными ядрами фотоэмульсии подтвердило высокую эффективность выбранных методов обнаружения и селекции высокоэнергичных частиц. Для продолжения исследований выскоэнергичных космических частиц в ЦСКБ «Прогресс» были созданы аппараты 36КС «Эфир», которые находились на орбите до 30 суток и несли блок научной аппаратуры массой 2450 кг, состоящий из детекторов заряда, детектора энергии и блоков электроники. Научная информация со спутников «Эфир» передавалась на Землю по каналу телеметрии. В дальнейшем исследования высокоэнергичных частиц космических лучей были продолжены в международном эксперименте «Памела» на спутнике «Ресурс-ДК1».